# Дробняк, Марко
Ма́рко Дробняк (серб. Марко Дробњак; 17 мая 1995, Чачак, Союзная Республика Югославия) — сербский футболист, вратарь клуба «Марсашлокк».

## Клубная карьера
Дробняк начал заниматься футболом в юношеской команде «Бораца» из его родного города, Чачак.
21 марта 2015 года Марко дебютировал в Суперлиге Сербии, выйдя на замену вместо получившего повреждение Владимира Байича во встрече с ОФК.

## Карьера в сборной
Марко был включён в состав юношеской сборной Сербии для участия во встречах квалификационного раунда чемпионата Европы 2014 против сборных Казахстана, Финляндии и Австрии, однако на поле так и не выходил, уступив место в стартовом составе Предрагу Райковичу.